# 诺尔瘿螨属
诺尔瘿螨属（学名：Knorella）为瘿螨科的一个属。

## 下级分类
本属包括以下物种：
- 硕竹诺尔瘿螨 Knorella gigantochloae Keifer
- 竹诺尔瘿螨 Knorella bambusae Kuang et Zhuo